# Ulla-Maija Forsberg
Ulla-Maija Forsberg, tidigare Kulonen, född 2 augusti 1960 i Helsingfors, var tidigare direktör vid Institutet för de inhemska språken och är professor vid finsk-ugriska institutionen vid Helsingfors universitet. Forsberg är även ordförande i Finsk-ugriska sällskapet. Hon har varit huvudredaktör för den finska etymologiska ordboken Suomen sanojen alkuperä.
Ulla-Maija Forsberg är expert på ob-ugriska språk. Hon har forskat inom finsk och finsk-ugrisk etymologi, och bland annat publicerat en bok om det ungerska språkets historia. Sedan 2007 är hon dekanus vid Humanistiska fakulteten vid Helsingfors universitet.
År 2001 utnämndes hon till ledamot av Finska Vetenskapsakademien.

## Utmärkelser
- Riddartecknet av I klass av Finlands Vita Ros’ orden,  6 december 2009[2]

[Redigera Wikidata]